# 22 de julho
22 de julho é o 203.º dia do ano no calendário gregoriano (204.º em anos bissextos). Faltam 162 dias para acabar o ano.

## Eventos históricos

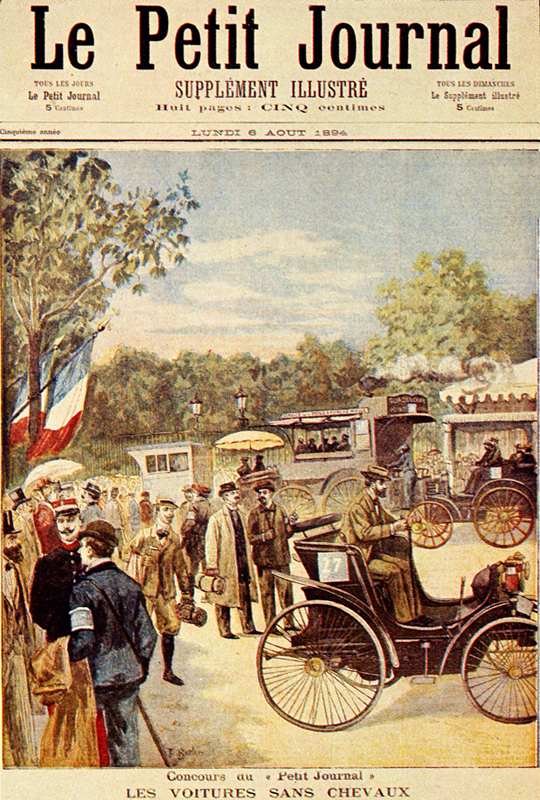
1894: Realizada na França a primeira corrida automobilística

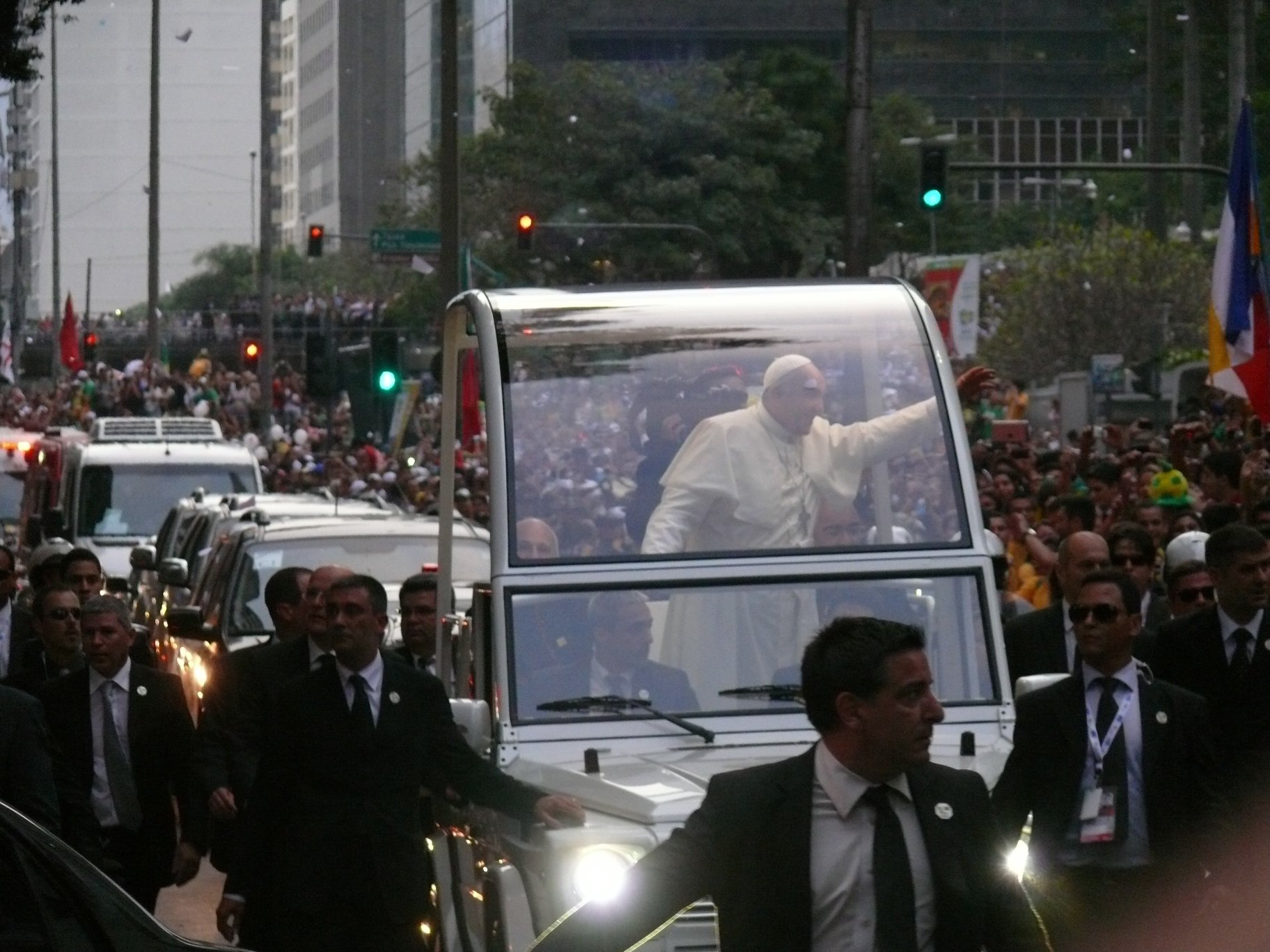
2013: Papa Francisco chega ao Brasil para a Jornada Mundial da Juventude

- 0365— No Egito, a cidade de Alexandria é inundada por um tsunami. No dia anterior houve terremotos no norte da Itália e em Creta.[1]
- 0838 — Batalha de Anzen: o imperador bizantino Teófilo é derrotado pelos Abássidas.
- 1099 — Primeira Cruzada: Godofredo de Bulhão é eleito o primeiro Defensor do Santo Sepulcro do Reino de Jerusalém.
- 1209 — Massacre em Béziers: A primeira grande ação militar da Cruzada Albigense.
- 1298 — Guerras de independência da Escócia: Batalha de Falkirk: o rei Eduardo I da Inglaterra e seus arqueiros derrotam William Wallace e seus lanceiros escoceses fora da cidade.
- 1342 — A enchente de Santa Maria Madalena é o pior evento já registrado na Europa central.
- 1456 — Guerras Otomanos-Habsburgos: Cerco de Belgrado: João Corvino, Regente do Reino da Hungria derrota Maomé II do Império Otomano.
- 1499 — Batalha de Dornach: os suíços derrotam decisivamente o exército de Maximiliano I, Sacro Imperador Romano.
- 1587 — Colônia de Roanoke: um segundo grupo de colonos ingleses chega à Ilha de Roanoke, na Carolina do Norte, para restabelecer a colônia deserta.
- 1594 — A cidade holandesa de Groningen, defendida pelos espanhóis e sitiada por um exército holandês e inglês sob o comando de Maurício de Orange, capitula.[2]
- 1598 — A peça de William Shakespeare, O Mercador de Veneza, é inscrita no Stationers' Register, o que constituía uma forma inicial de lei de direitos autorais. Por decreto da Rainha Elizabeth, o Stationers' Register licenciou obras impressas, dando à Coroa um controle rígido sobre todo o material publicado.[3]
- 1706 — O Tratado de União de 1707 é acordado pelos comissários do Reino da Inglaterra e do Reino da Escócia, que, quando aprovado pelos Parlamentos de cada país, levará à criação do Reino da Grã-Bretanha.
- 1731 — Felipe V e Carlos VI assinam o segundo tratado de Viena.
- 1793 — Alexander Mackenzie chega ao Oceano Pacífico tornando-se o primeiro humano registrado a completar um cruzamento transcontinental da América do Norte.
- 1795 — Assinado o Tratado de Paz da Basileia entre a França e a Espanha.
- 1797 — Batalha de Santa Cruz de Tenerife: batalha entre forças navais britânicas e espanholas durante as Guerras revolucionárias francesas. Durante a batalha, o contra-almirante Nelson teve um dos braços parcialmente amputado.
- 1802 — Imperador Gia Long conquista Hanói e unifica o Vietnã, que experimentava séculos de guerra feudal.
- 1812 — Guerras Napoleônicas: Guerra Peninsular: Batalha de Salamanca: as forças britânicas lideradas por Arthur Wellesley (mais tarde Duque de Wellington) derrotam as tropas francesas perto de Salamanca, na Espanha.
- 1833 — A Lei de Abolição da Escravatura é aprovada na Câmara dos Comuns britânica, iniciando a abolição gradual da escravidão na maior parte do Império Britânico.[4]
- 1839 — Proclamação da República Juliana, em Laguna, Brasil, pelos revolucionários farroupilhas.
- 1864 — Guerra de Secessão: Batalha de Atlanta: próximo a Atlanta, os confederados efetuam um ataque malsucedido contra as tropas da União sob o comando do general William T. Sherman em Bald Hill.
- 1894 — Realizada na França a primeira corrida automobilística entre as cidades de Paris e Ruão.
- 1921 — Guerra do Rife: o exército espanhol sofre sua pior derrota militar dos tempos modernos para os berberes da região do Rife do Marrocos espanhol.
- 1933 — O aviador Wiley Post retorna ao Floyd Bennett Field na cidade de Nova York, completando o primeiro voo solo ao redor do mundo em sete dias, 18 horas e 49 minutos.
- 1935 — O governo Getúlio Vargas cria o Programa Nacional (atualmente A Voz do Brasil).
- 1936 — Guerra Civil Espanhola: o Comitê Executivo Popular de Valência toma o poder na Comunidade Valenciana.[5]
- 1942 — Grossaktion Varsóvia: começa a deportação sistemática de judeus do gueto de Varsóvia.
- 1943
  - Segunda Guerra Mundial: as forças aliadas capturam Palermo durante a invasão aliada da Sicília.
  - Segunda Guerra Mundial: as forças de ocupação do Eixo dispersam violentamente um grande protesto em Atenas, matando 22 pessoas.
- 1946 — Atentado do Hotel King David: uma organização clandestina sionista, o Irgun, bombardeia o Hotel King David em Jerusalém, sede da administração civil e quartel-general militar do Mandato Britânico da Palestina, resultando em 91 mortes.
- 1962 — Programa Mariner: a espaçonave Mariner 1 voa de forma irregular vários minutos após o lançamento e tem que ser destruída.
- 1963 — A Colônia de Sarawak ganha autogoverno.
- 1973 — O voo 816 da Pan Am cai após a decolagem do Aeroporto Internacional de Faa'a em Papeete, Polinésia Francesa, matando 78 pessoas.[6]
- 1976 — O Japão conclui sua última reparação às Filipinas por crimes de guerra cometidos durante a conquista imperial do país pelo Japão na Segunda Guerra Mundial.
- 1977 — O líder chinês Deng Xiaoping é reintegrado ao poder.
- 1983 — A lei marcial na Polônia é oficialmente revogada.
- 1992 — Perto de Medellín, o narcotraficante colombiano Pablo Escobar escapa de sua prisão de luxo temendo extradição para os Estados Unidos.
- 2003 — Membros de uma divisão de assalto aéreo do Exército dos Estados Unidos, auxiliados por Forças Especiais, atacam um complexo no Iraque, matando os filhos de Saddam Hussein: Uday e Qusay, juntamente com Mustapha Hussein, filho de 14 anos de Qusay, e um guarda-costas.
- 2005 — Jean Charles de Menezes é morto pela Polícia Metropolitana de Londres ao ser confundido com o terrorista responsável pelos atentados de 7 de julho de 2005 em Londres.
- 2009 — A Ásia acompanha o maior eclipse do século XXI.
- 2011 — Atentados na Noruega: primeiro uma explosão de uma bomba que atingiu prédios do governo no centro de Oslo, seguida por um massacre em um acampamento de jovens na ilha de Utøya.
- 2012 — Guerra Civil Síria: as Unidades de Proteção Popular (YPG) capturaram as cidades de Serê Kaniyê e Dirbêsiyê, durante confrontos com forças pró-governo em Al-Hasakah.[7]
- 2013
  - O Papa Francisco chega ao Brasil para a Jornada Mundial da Juventude em sua primeira viagem internacional como papa.
  - Terremotos de Dingxi: uma série de terremotos em Dingxi, China, mata pelo menos 89 pessoas e fere mais de 500 outras.[8]
- 2019 — Chandrayaan-2, a segunda missão de exploração lunar desenvolvida pela Organização de Pesquisa Espacial Indiana depois que Chandrayaan-1 é lançada do Centro Espacial Satish Dhawan.[9]

## Nascimentos

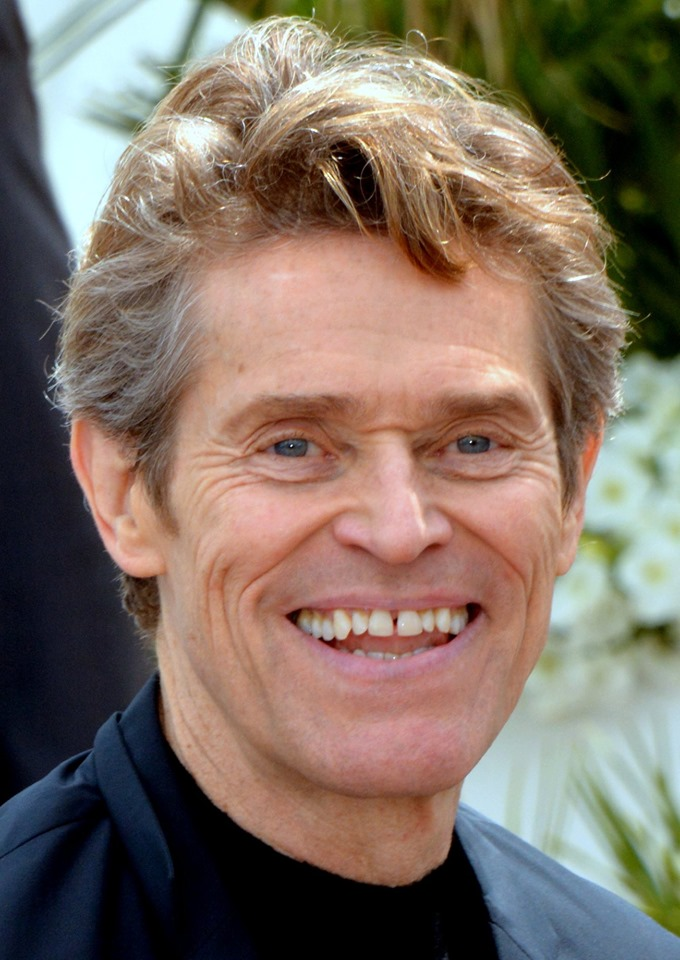
Willem Dafoe

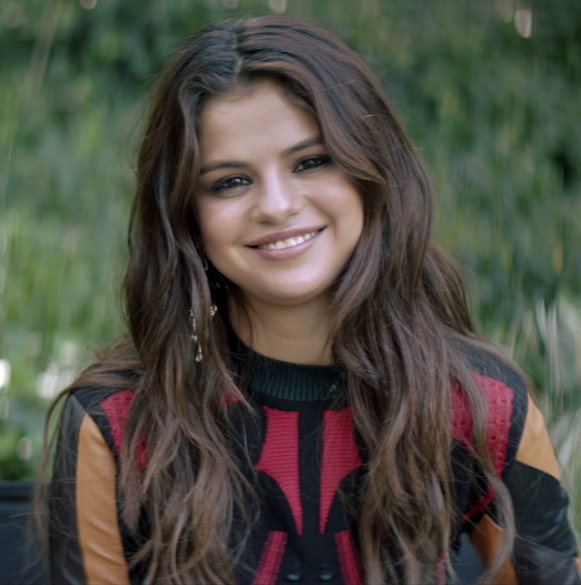
Selena Gomez

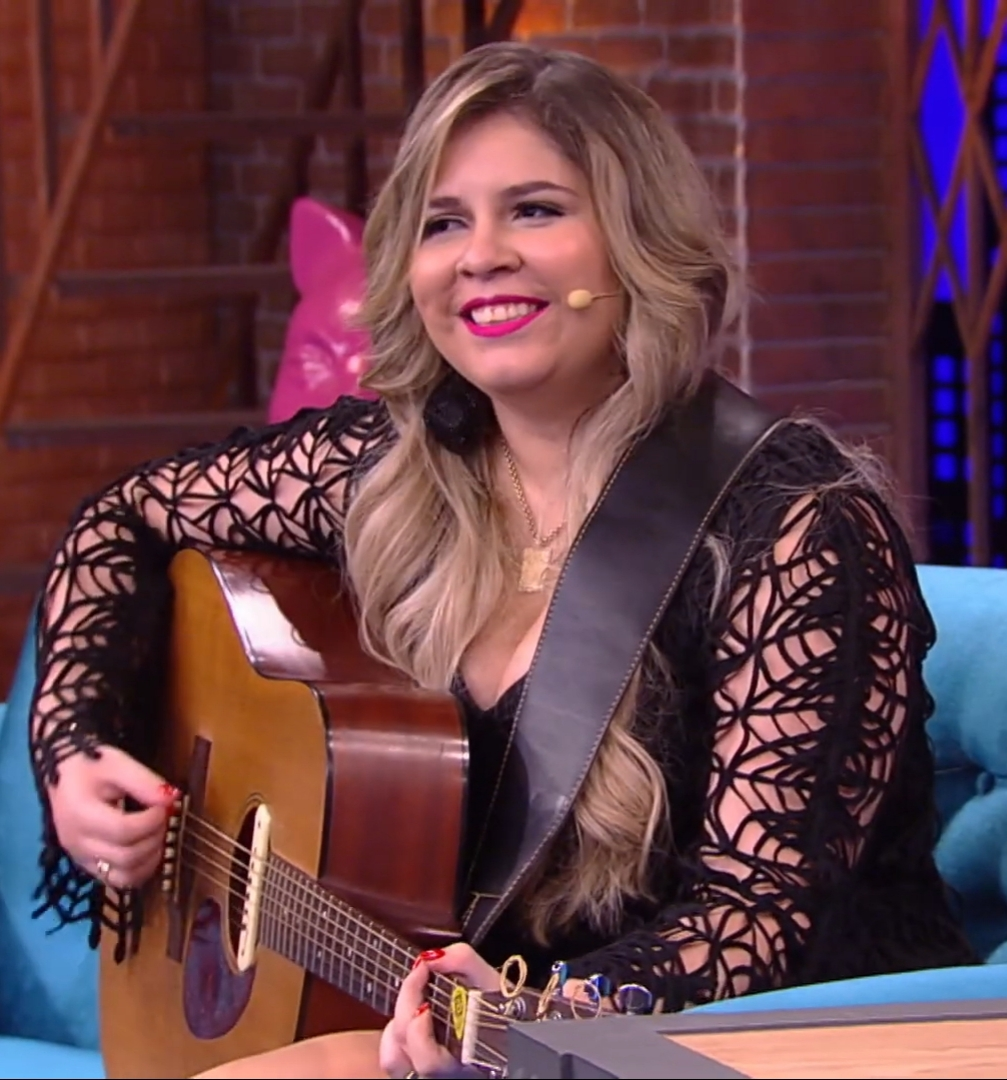
Marília Mendonça

### Anterior ao século XIX
- 1210 — Joana de Inglaterra, rainha da Escócia (m. 1238).
- 1478 — Filipe I de Castela (m. 1506).
- 1510 — Alexandre de Médici (m. 1537).
- 1535 — Catarina Stenbock, rainha da Suécia (m. 1621).
- 1556 — Otão Henrique do Palatinado-Sulzbach (m. 1604).
- 1559 — Lourenço de Brindisi, monge franciscano e santo italiano (m. 1619).
- 1580 — Ana Margarida de Diepholz, condessa de Hesse-Butzbach (m. 1629).
- 1587 — Apolinário de Almeida, arcebispo jesuíta, missionário e mártir português (m. 1638).
- 1615 — Margarida de Lorena, duquesa de Orleães (m. 1672).
- 1618 — Johan Nieuhof, viajante, explorador e desenhista neerlandês (m. 1672).
- 1647 — Margarida Maria Alacoque, monja e santa católica francesa (m. 1690).
- 1671 — Luís Rudolfo, Duque de Brunsvique-Luneburgo (m. 1735).
- 1689 — Szymon Czechowicz, pintor polonês (m. 1775).
- 1713 — Jacques-Germain Soufflot, arquiteto francês (m. 1780).
- 1755 — Gaspard de Prony, matemático francês (m. 1839).
- 1757 — Alexander Ball, almirante britânico (m. 1809).
- 1766 — Franz Xaver Süßmayr, compositor austríaco (m. 1803).
- 1784 — Friedrich Wilhelm Bessel, matemático e astrônomo alemão (m. 1846).
- 1795 — Gabriel Lamé, matemático e físico francês (m. 1870).
- 1799 — Pauline Jaricot, beata católica e freira francesa (m. 1862).

### Século XIX
- 1804 — Victor Schoelcher, jornalista e político francês (m. 1893).
- 1815 — Ernest Goüin, engenheiro e empresário francês (m. 1885).
- 1819 — Ernest Saint-Charles Cosson, botânico francês (m. 1889).
- 1823 — Ludwig Bamberger, banqueiro e político alemão (m. 1899).
- 1831 — Komei, imperador do Japão (m. 1867).
- 1848 — Adolfo Frederico V de Mecklemburgo-Strelitz (m. 1914).
- 1849 — Emma Lazarus, poetisa estadunidense (m. 1887).
- 1862 — Cosmo Duff Gordon, esgrimista britânico (m. 1931).
- 1878
  - Janusz Korczak, pediatra e pedagogo polonês (m. 1942).
  - Lucien Febvre, historiador francês (m. 1956).
- 1881 — Mabel Parton, tenista britânica (m. 1962).
- 1882
  - José Rodrigues Leite e Oiticica, anarquista e filólogo brasileiro (m. 1957).
  - Edward Hopper, pintor estadunidense (m. 1967).
- 1887 — Gustav Ludwig Hertz, físico alemão (m. 1975).
- 1888 — Selman Waksman, bioquímico ucraniano (m. 1973).
- 1889
  - James Whale, cineasta britânico (m. 1957).
  - Wassili Luckhardt, arquiteto alemão (m. 1972).
- 1893 — Vivian Martin, atriz estadunidense (m. 1987).
- 1894 — Oskar Maria Graf, escritor alemão (m. 1967).
- 1895 — Hans Rosbaud, maestro austríaco (m. 1962).
- 1898 — Alexander Calder, escultor estadunidense (m. 1976).
- 1899
  - Domingo Tejera, futebolista uruguaio (m. 1969).
  - Sobhuza II de Essuatíni (m. 1982).

### Século XX

#### 1901–1950
- 1901 — Amália de Jesus Flagelado, religiosa hispano-brasileira (m. 1977).
- 1902
  - Reinhold Baer, matemático alemão (m. 1979).
  - Andrés Mazali, futebolista uruguaio (m. 1975).
- 1907 — Aldo Donelli, futebolista estadunidense (m. 1994).
- 1909 — Dorino Serafini, automobilista italiano (m. 2000).
- 1914 — Lionel Casson, historiador e escritor estadunidense (m. 2009).
- 1916
  - Gino Bianco, automobilista brasileiro (m. 1984).
  - Ron Middleton, aviador australiano (m. 1942).
- 1919 — João Jorge Saad, empresário brasileiro (m. 1999).
- 1920 — Florestan Fernandes, sociólogo brasileiro (m. 1995).
- 1922
  - Patricia Canning Todd, tenista estadunidense (m. 2015).
  - Roger Quinche, futebolista suíço (m. 1982).
- 1923 — Bob Dole, político estadunidense (m. 2021).
- 1924 — Margaret Whiting, cantora estadunidense (m. 2011).
- 1925 — Joseph Sargent, diretor de cinema estadunidense (m. 2014).
- 1928
  - Alfred Hilbe, político liechtensteinense (m. 2011).
  - Steingrímur Hermannsson, político islandês (m. 2010).
- 1929 — John Barber, automobilista britânico (m. 2015).
- 1930 — Élton Medeiros, compositor, cantor, produtor musical e radialista brasileiro (m. 2019).
- 1931 — Guido de Marco, político maltês (m. 2010).
- 1932
  - Oscar de la Renta, estilista dominicano (m. 2014).
  - Tom Robbins, escritor estadunidense (m. 2025).
  - Leo Batista, jornalista brasileiro (m. 2025).
- 1934 — Louise Fletcher, atriz norte-americana (m. 2022).
- 1935 — Ron Springett, futebolista britânico (m. 2015).
- 1937
  - Paul Kozlicek, futebolista austríaco (m. 1999).
  - Sylvio Back, cineasta, escritor e produtor de cinema brasileiro.
- 1938 — Terence Stamp, ator britânico (m. 2025).
- 1939
  - Mildred Loving, ativista estadunidense (m. 2008).
  - Warda Al-Jazairia, cantora argelina (m. 2012).
- 1940
  - Sixto Henrique de Bourbon-Parma, político espanhol.
  - Emery Kabongo Kanundowi, arcebispo congolês.
  - Alex Trebek, apresentador de televisão canadense (m. 2020).
- 1941 — George Clinton, músico estadunidense.
- 1942 — Toyohiro Akiyama, jornalista e ex-astronauta japonês.
- 1944
  - Estelle Bennett, cantora estadunidense (m. 2009).
  - Rick Davies, músico britânico.
  - Heinz Ches, criminoso alemão (m. 1974).
- 1946
  - Danny Glover, ator e ativista estadunidense.
  - Fernando Morais, escritor brasileiro.
  - Johnson Toribiong, político palauano.
  - Mireille Mathieu, cantora francesa.
- 1947
  - Gilles Duceppe, político canadense.
  - Mihaela Peneş, atleta de lançamento de dardo romena (m. 2025).
- 1948
  - Cathy Ferguson, ex-nadadora estadunidense.
  - George W. Casey, Jr., militar norte-americano.
- 1950
  - Nelsinho Baptista, treinador de futebol brasileiro.
  - Dilma Lóes, atriz brasileira (m. 2020).
  - Fred McNair, ex-tenista estadunidense.

#### 1951–2000
- 1952
  - Azmi Bishara, político israelense.
  - Françoise Bourdin, escritora francesa (m. 2022).
- 1953 — René Vandereycken, ex-futebolista e treinador de futebol belga.
- 1954
  - Al Di Meola, músico estadunidense.
  - Steve LaTourette, político estadunidense (m. 2016).
- 1955 — Willem Dafoe, ator estadunidense.
- 1957 — David Santee, ex-patinador artístico estadunidense.
- 1958 — Jaime Pacheco, ex-futebolista e treinador de futebol português.
- 1959 — Peter Carruthers, ex-patinador artístico estadunidense.
- 1960
  - Torben Grael, iatista brasileiro.
  - Andrzej Pałasz, ex-futebolista polonês.
  - Djamel Menad, ex-futebolista argelino (m. 2025).
  - António Leitão, meio-fundista português (m. 2012).
- 1961
  - Keith Sweat, cantor estadunidense.
  - Pascal Jules, ciclista francês (m. 1987).
- 1962
  - Márcia Goldschmidt, apresentadora de televisão brasileira.
  - Max Fivelinha, apresentador de televisão brasileiro.
  - Jacques Glassmann, ex-futebolista francês.
- 1963
  - Emilio Butragueño, ex-futebolista e dirigente esportivo espanhol.
  - Joanna Going, atriz norte-americana.
- 1964
  - John Leguizamo, ator colombiano.
  - Elvira Fortunato, cientista, professora e política portuguesa.
  - David Spade, ator estadunidense.
  - Adam Godley, ator britânico.
- 1965
  - Doug Riesenberg, ex-jogador de futebol americano estadunidense.
  - Shawn Michaels, ex-wrestler estadunidense.
- 1966 — Ney Franco, treinador de futebol brasileiro.
- 1967
  - Alex Fernandez, ator e dublador estadunidense.
  - Rhys Ifans, ator britânico.
- 1969
  - Jason Becker, guitarrista estadunidense.
  - Despina Vandi, cantora grega.
  - Teresa Machado, atleta portuguesa (m. 2020).
  - Alfonso Dulanto, ex-futebolista peruano.
- 1971
  - Kristine Lilly, ex-futebolista estadunidense.
  - Cyril Domoraud, ex-futebolista marfinense.
  - João Guilherme, jornalista brasileiro.
  - Mikheil Kavelashvili, político e ex-futebolista georgiano.
- 1972 — Marcão, ex-futebolista e treinador de futebol brasileiro.
- 1973
  - Jaime Camil, ator e cantor mexicano.
  - Daniel Jones, músico, compositor e produtor musical anglo-australiano.
- 1974
  - Franka Potente, atriz alemã.
  - Francisco Rojas, ex-futebolista chileno.
  - Paulo Jamelli, ex-futebolista brasileiro.
- 1976
  - Janek Tombak, ex-ciclista estoniano.
  - Karen Cliche, atriz canadense.
- 1977
  - Gustavo Nery, ex-futebolista brasileiro.
  - Alessandro Grandoni, ex-futebolista italiano.
  - Peu Sousa, guitarrista, compositor e produtor musical brasileiro (m. 2013).
  - Joaquim Dos Santos, diretor e produtor de cinema luso-americano.
- 1978
  - A. J. Cook, atriz canadense.
  - Maíra Charken, atriz, apresentadora e cantora brasileira.
  - Agustín Alayes, ex-futebolista argentino.
  - Dennis Rommedahl, ex-futebolista dinamarquês.
- 1979 — Hayder Palacio, ex-futebolista colombiano.
- 1980
  - Scott Dixon, automobilista neozelandês.
  - Marco Marchionni, ex-futebolista italiano.
  - Dirk Kuyt, ex-futebolista e treinador de futebol neerlandês.
  - Kate Ryan, cantora belga.
- 1981
  - Alessandro Pellicori, ex-futebolista italiano.
  - Gökçek Vederson, ex-futebolista brasileiro-turco.
  - Fandango, wrestler e ator estadunidense.
  - Leandro Scornavacca, músico brasileiro.
  - Clive Standen, ator britânico.
  - Steffen Gebhardt, pentatleta alemão.
- 1982
  - Anna Chicherova, atleta de salto com vara russa.
  - Daniela Albuquerque, apresentadora de televisão brasileira.
  - Igor Lolo, ex-futebolista marfinense.
- 1983
  - Arsenium, cantor e compositor moldávio.
  - Jonas Sakuwaha, ex-futebolista zambiano.
  - Dries Devenyns, ciclista belga.
  - Aldo de Nigris, ex-futebolista mexicano.
- 1984 — Stewart Downing, ex-futebolista britânico.
- 1985 — Paolo Maria Nocera, automobilista italiano.
- 1986
  - Thiego, futebolista brasileiro (m. 2016).
  - Djakaridja Koné, ex-futebolista marfinense.
  - Thunder Rosa, lutadora profissional mexicana.
- 1987
  - Andrey Golubev, tenista russo.
  - Charlotte Kalla, ex-esquiadora sueca.
  - João Henrique Caldas, advogado e político brasileiro.
- 1988
  - Thomas Kraft, ex-futebolista alemão.
  - George Santos, político norte-americano.
- 1989
  - Walter, futebolista brasileiro.
  - Leandro Damião, ex-futebolista brasileiro.
  - Keegan Allen, ator estadunidense.
  - Edgar Çani, futebolista albanês.
  - Davide Ancelotti, ex-futebolista e treinador de futebol italiano
  - Yon Tumarkin, ator israelense.
  - Israel Adesanya, lutador nigeriano de artes marciais mistas.
  - Tanju Kayhan, ex-futebolista austríaco.
  - Daryl Janmaat, ex-futebolista neerlandês.
- 1990 — Éverson, futebolista brasileiro.
- 1991
  - Ante Budimir, futebolista croata.
  - Gabriel Cartolano, apresentador de televisão brasileiro.
  - Tomi Juric, futebolista australiano.
  - Tennys Sandgren, ex-tenista norte-americano.
  - Kenny Elissonde, ciclista francês.
- 1992
  - Selena Gomez, atriz e cantora estadunidense.
  - Lucas Alves, futebolista brasileiro.
- 1993
  - Amber Beattie, atriz e cantora britânica.
  - Dzhokhar Tsarnaev, terrorista quirguiz.
- 1994 — Jaz Sinclair, atriz estadunidense.
- 1995
  - Marília Mendonça, cantora brasileira (m. 2021).
  - Perris Benegas, ciclista norte-americana.
  - Maphosa Modiba, futebolista sul-africano.
- 1996 — Mauricio Baldivieso, ex-futebolista boliviano.
- 1998
  - Madison Pettis, atriz estadunidense.
  - Federico Valverde, futebolista uruguaio.
  - Marc Cucurella, futebolista espanhol.
  - Sahaphap Wongratch, ator, modelo e cantor tailandês.
  - Josete Miranda, futebolista guinéu-equatoriano
- 1999 — Letizia Paternoster, ciclista italiana.

### Século XXI
- 2001 — Casper van Uden, ciclista neerlandês.
- 2002 — Félix de Monpezat, príncipe dinamarquês.
- 2013 — Jorge de Gales, príncipe britânico.

## Mortes

### Anterior ao século XIX
- 1274 — Henrique I de Navarra (n. 1244).
- 1387 — Frans Ackerman, estadista flamengo (n. 1330).
- 1461 — Carlos VII de França (n. 1403).
- 1540 — João Zápolya, rei da Hungria (n. 1487).
- 1619 — Lourenço de Brindisi santo católico italiano (n. 1559).
- 1645 — Gaspar de Guzmán, Conde-Duque de Olivares, estadista espanhol (n. 1587).
- 1676 — Papa Clemente X (n. 1590).
- 1719 — Heneage Finch, 1.º Conde de Aylesford (n. 1649).

### Século XIX
- 1802 — Marie François Xavier Bichat, anatomista francês (n. 1771).
- 1812 — Louis-Alexandre de Launay, diplomata e político francês (n. 1753).
- 1814 — Michael Francis Egan, prelado irlandês (n. 1761).
- 1826 — Giuseppe Piazzi, astrônomo italiano (n. 1746).
- 1832 — Napoleão II de França (n. 1811).

### Século XX
- 1967
  - Carl Sandburg, poeta estadunidense (n. 1878).
  - Sarah Rector, magnata do petróleo americana (n. 1902).
- 1968 — Giovannino Guareschi, jornalista italiano (n. 1908).
- 1980 — Leônia Milito, religiosa católica ítalo-brasileira (n. 1910).
- 1990 — Manuel Puig, escritor argentino (n. 1932).
- 1992 — Wayne McLaren, ator americano (n. 1940).
- 1998 — Antonio Saura, artista espanhol (n. 1930).
- 2000 — Claude Sautet, cineasta e cenarista francês (n. 1924).

### Século XXI
- 2001 — Indro Montanelli, jornalista e historiador italiano (n. 1909).
- 2003
  - Qusay Hussein, político iraquiano (n. 1966).
  - Uday Hussein, político e jornalista iraquiano (n. 1964).
- 2006 — Gianfrancesco Guarnieri, ator e diretor ítalo-brasileiro (n. 1934).
- 2007 — Ulrich Mühe, ator alemão (n. 1953).
- 2009 — Marco Antonio Nazareth, boxeador mexicano (n. 1986).
- 2019 — Li Peng, político chinês (n. 1928).
- 2025 — Ozzy Osbourne, músico britânico. (n. 1948).

## Feriados e eventos cíclicos

### Mundo
- Dia Mundial do Cérebro.
- Dia Internacional da Manga.
- Dia Internacional do Trabalhador Doméstico.
- Dia da Aproximação do Pi (π).

### Brasil
- Dia Nacional do Cientista Social.
- Dia do Cantor Lírico.
- Aniversário da cidade de Anajatuba, Maranhão.
- Aniversário da cidade de Araçagi, Paraíba.
- Aniversário das cidades de Irineópolis e Trombudo Central, Santa Catarina.
- Aniversário das cidades de Carnaubal e Juazeiro do Norte, Ceará.

### Portugal
- Feriado Municipal de Madalena e Porto Moniz.

### Cristianismo
- Cirilo I de Antioquia
- Lourenço de Brindisi
- Maria Madalena

## Outros calendários
- No calendário romano era o 11.º dia (XI) antes das calendas de agosto.
- No calendário litúrgico tem a letra dominical G para o dia da semana.
- No calendário gregoriano a epacta do dia é v.